# Ciega, sordomuda
Ciega, sordomuda è un singolo della cantante colombiana Shakira, pubblicato il 13 luglio 1998 come primo estratto dal quarto album in studio ¿Dónde están los ladrones?.

## La canzone
Si tratta di uno dei pochi brani (assieme a Ojos así, Si te vas e Inevitable) che la cantante ha proposto in tutti i Tour successivi all'uscita dell'album. Proprio perché inserita nel contesto delle lunghe ed impegnative esibizioni dei vari concerti (onerose tanto vocalmente quanto coreograficamente), nelle due ultime Tournée mondiali la canzone presenta il ritornello cantato in playback.
Da segnalare la fresca e ritmata versione del brano che viene proposta nell'esibizione dell'MTV Unplugged, in compagnia dei Los Mora Arriaga.
Il brano, arricchito da una melodia mariachi, descrive come i sentimenti che si provano quando si incontra il ragazzo o la ragazza dei propri sogni ci rendano più impacciati, come se ci accecassero, ci assordassero e ci ammutolissero.

## Classifiche
| Classifica (1998)           | Posizione massima |
| --------------------------- | ----------------- |
| Colombia                    | 1                 |
| Costa Rica                  | 1                 |
| El Salvador                 | 3                 |
| Guatemala                   | 2                 |
| Honduras                    | 4                 |
| Panama                      | 1                 |
| Porto Rico                  | 3                 |
| Spagna                      | 7                 |
| Stati Uniti Hot Latin Songs | 1                 |